# Budapesti Fazekas Mihály Gyakorló Általános Iskola és Gimnázium
A Budapesti Fazekas Mihály Gyakorló Általános Iskola és Gimnázium egyetemi gyakorló iskola Józsefvárosban. Országos hírű speciális matematikatagozata, ahol több, mára elismert matematikus is végzett. Tanulói évről évre kiváló eredményeket érnek el az országos középiskolai tanulmányi versenyeken és a Nemzetközi Tudományos Diákolimpiákon különféle tantárgyakból. A továbbtanulási arány is hasonlóan magas, általában a tanulók 99%-a bekerül az általa választott felsőoktatási intézménybe. A HVG országos középiskolai tanulmányi rangsorában 2013–2018 között minden évben, megszakítás nélkül az első helyre sorolták. (Az első helyet aztán a Fazekas 2020-ban és 2022-ben is megszerezte.) Az iskola jelenlegi formájának, működésének és színvonalának kialakulása viszonylag késői, az 1960-as évekhez köthető. Nevét Fazekas Mihály költő, botanikus emlékére kapta.

## Története

### A kezdetektől a II. világháborúig
A kiegyezés utáni robbanásszerű fejlődés következtében a XIX. század végére Budapest nemcsak az ország ipari centrumává, hanem európai világvárossá is növekedett. Lakosainak száma megközelítette a 900 000-et. Polgárai egyre növekvő igényeket támasztottak a székesfőváros tanácsával szemben minden területen, így a közművelődés és a közoktatás tekintetében is.
A polgárosodás folyamatában bekövetkezett változásokat Bárczy István a századfordulón felismerte, és ennek a Közoktatási Ügyosztály vezetőjeként hangot is adott. Az 1901. július 24-én elhangzott beszédében a fővárosi oktatásügy megreformálásának rendkívüli szükségességét hangoztatta. Jól megépített és felszerelt iskolákra van szükség – mondotta –, de a tartalmi munkában is meg kell újulnia a közoktatásnak.
Bárczyt 1906-ban Budapest polgármesterévé választotta Budapest Közgyűlése. Korábbi oktatáspolitikai elképzeléseit olyan iskolaépítési akcióval valósította meg, amelynek máig kiható következményeit tapasztalhatjuk Budapesten. 1909 őszén kezdődtek a munkálatok. Három év alatt harminchat teljesen új iskolát építettek, közel ezer osztályteremmel.
Bárczy és munkatársai az akkori Mária Terézia teret szemelték ki az egyik új, modern iskola színhelyéül. A területen a Watzula-féle vendéglő állt, amelynek állapota egyre kevésbé volt elfogadható a rohamosan kiépülő Baross utca elegáns házaihoz viszonyítva. A vendéglőt abban az időben építették, amikor még tó volt a mai tér helyén. A kifelé terjeszkedő Pest házainak építése során a tavat fokozatosan feltöltötték.
A hagyomány szerint a vendéglő tulajdonosa az épület tervezőjétől, Almási Balogh Loránd építésztől azt kérte, hogy az afféle családi ereklyének számító közönséges pagodafa (Sophora japonica), amely már akkor is több mint százéves volt, maradjon meg épségben. Az építész a kérést teljesítette. A fa ma már közel húsz méter magas, az Iskola épületét is túlnőtte. Sajnos az utóbbi években gyengélkedik.

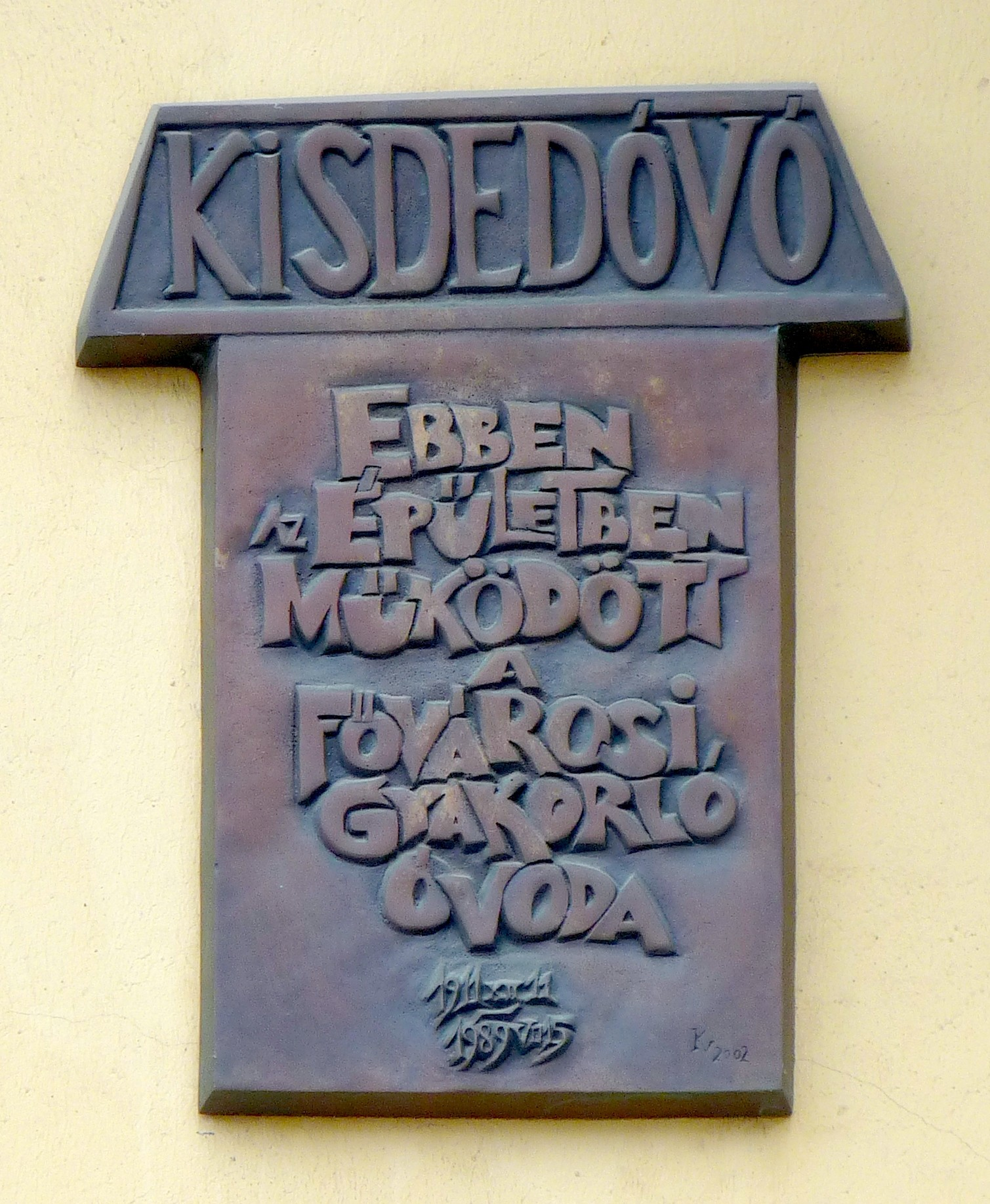
A Fővárosi Gyakorló Óvoda emléktáblája a Fazekas Mihály Fővárosi Gyakorló Általános Iskola és Gimnázium homlokzatán, amely 1911. december 11. és 1989. július 15. között otthont adott az intézménynek

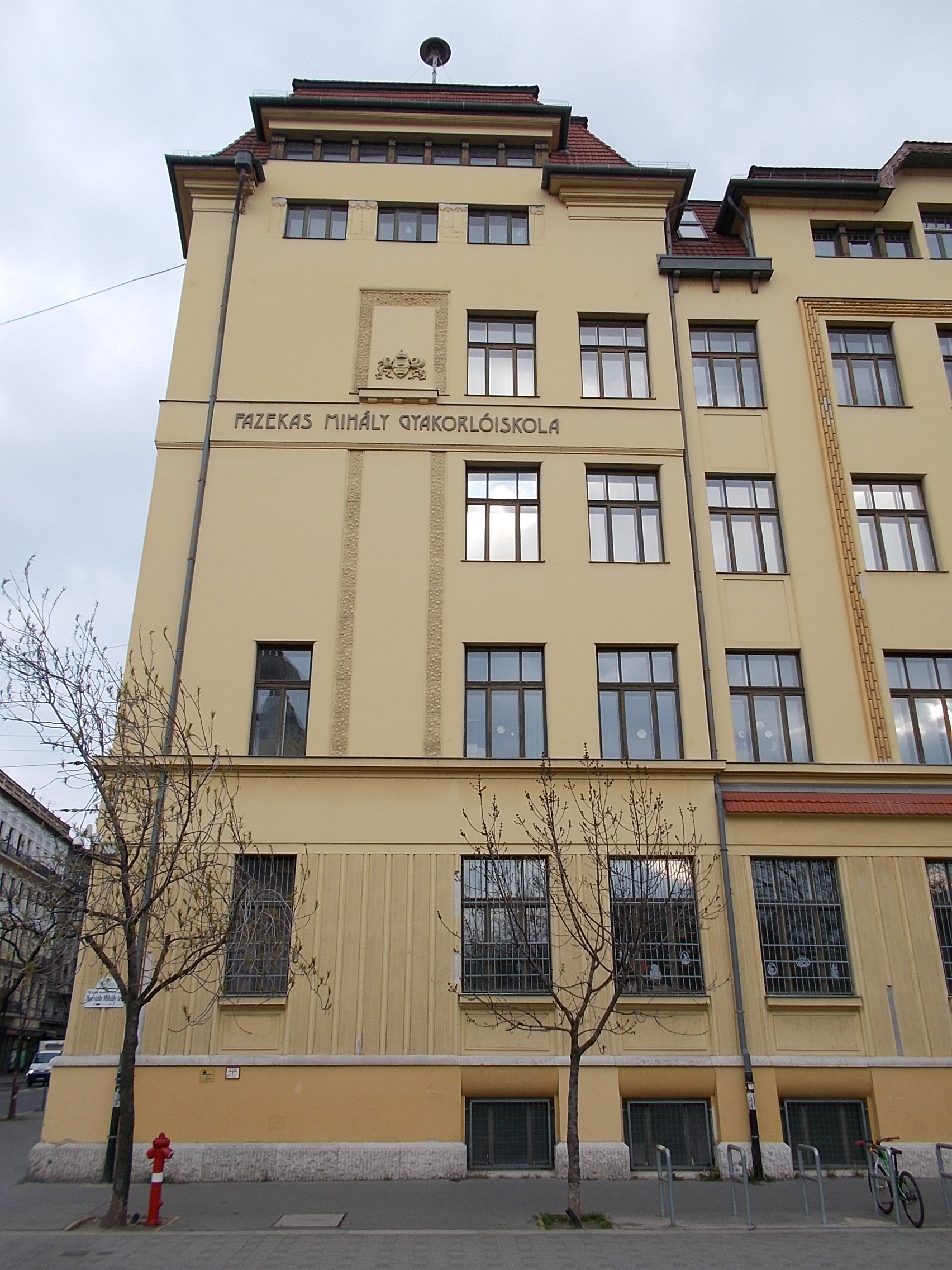
Az iskola épülete (részlet)

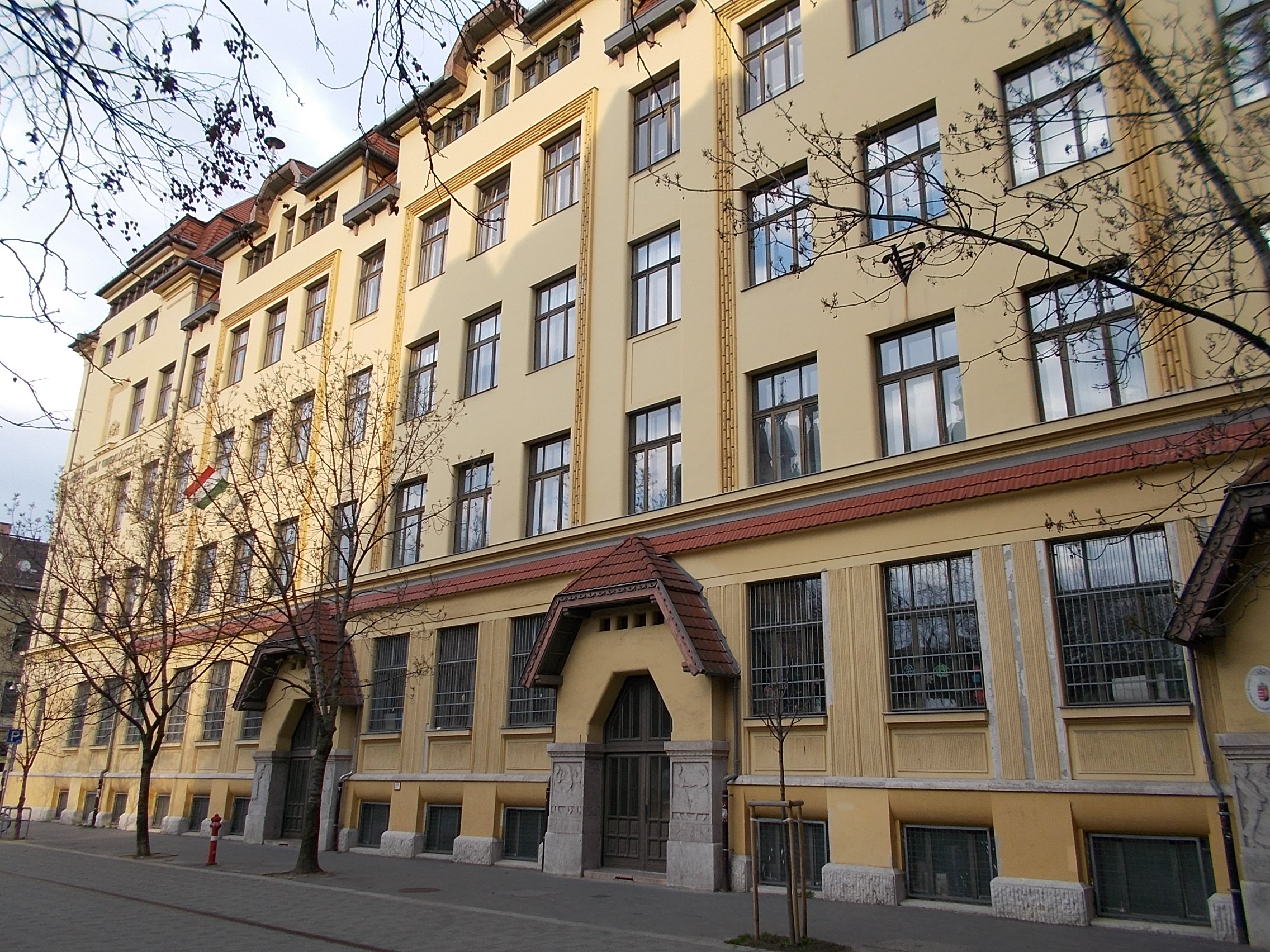
Az iskola épülete (részlet)

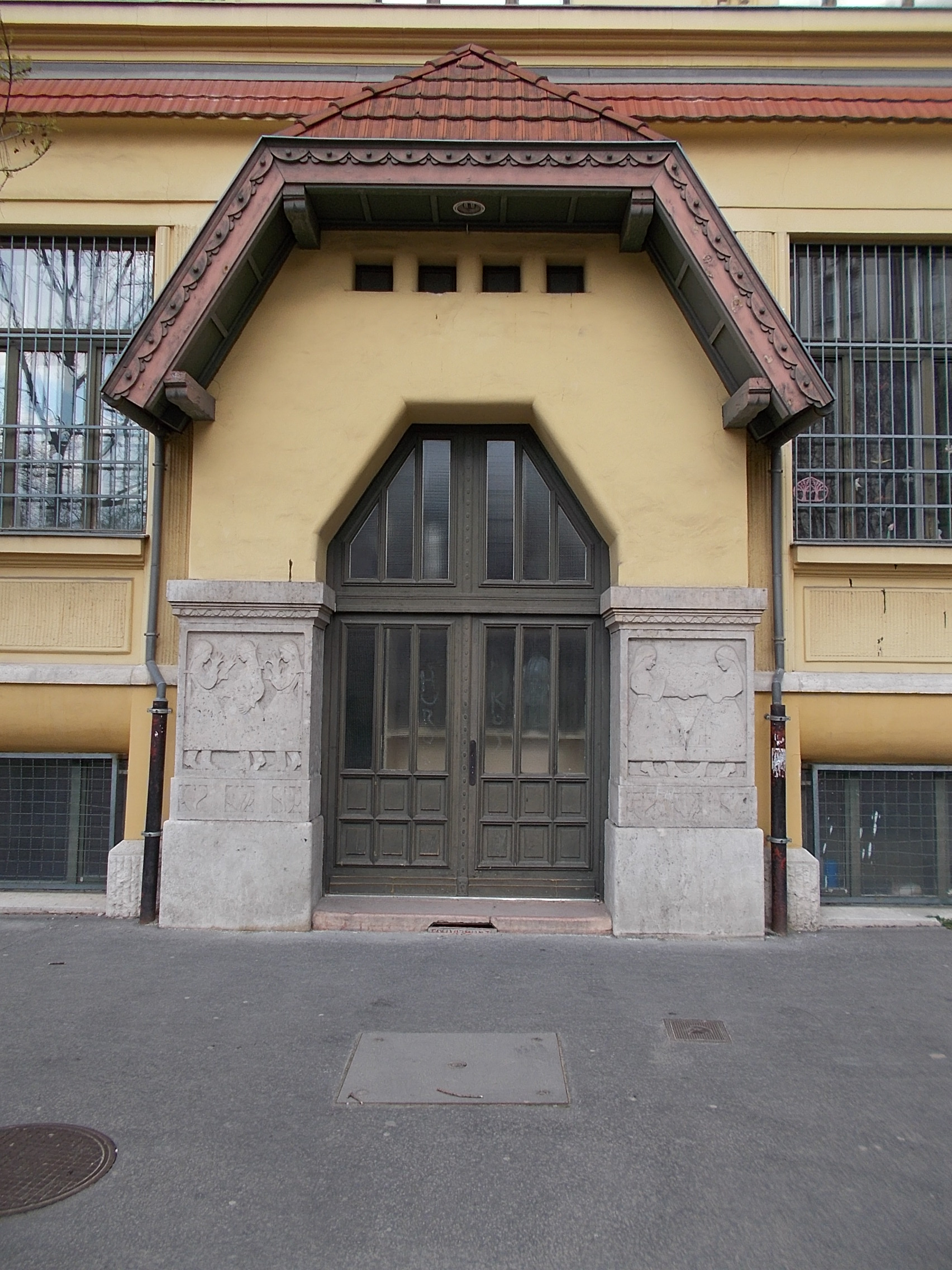
Az iskola épülete (részlet)

1909-ben kezdődtek meg az építkezés előmunkálatai a Mária Terézia téren. Az „iskolapalota” tervei a korabeli építészet és belsőépítészet igazi remekművének születését sejttették. Példaképpen a Zsolnay-gyárban megrendelt falikút említhető, amely ma is látható az épület földszintjén.
Az építkezés 1911 nyarán befejeződött, szeptemberben 6-6 osztály indításával megkezdte működését a fiú- és a leányiskola. Az épületben kapott „ideiglenesen” helyet a Pedagógiai Szeminárium, amelyet 1912. február 1-jén ünnepélyes keretek között avatott fel Bárczy István polgármester. A Szeminárium indulása a létrehozás lendületét tükrözte: ekkor 1089 beiratkozott tanulót tartottak nyilván. Óvoda is indult az épületben, amely pár év múlva, 1919-ben az elemi iskolához hasonlóan gyakorló óvodai szintre emelkedett.
Az első világháború okozta visszaesést követően újabb fellendülés következett. 1926-ban egyesítették a két iskolát, az osztályok számát húszra emelték. A gyakorló tanítások, bemutató órák mellett a tudományos előadások száma is növekedett, a kor legnevesebb kutatói, tudósai rendszeresen megfordultak az intézményben. A Nagyteremben tartott bemutató tanításokra előre fel kellett iratkozni. A terem minden alkalommal zsúfolásig megtelt érdeklődőkkel. Móricz Zsigmond többször is volt bemutató tanításon, a Nyugatban elismeréssel írt a látottakról.

### A Szent Benedek Gimnázium mint a Fazekas Gimnázium elődje (1923–1948)
A történetben külön fejezetet érdemel a névadó gimnázium története. A Fazekas Mihály Fővárosi Gyakorló Általános Iskola és Gimnázium elődjét, a magyarországi Szent Benedek-rend alapítójáról és a nyugati szerzetesek pátriárkájáról elnevezett gimnáziumot 1923 szeptemberében nyitották meg, 56 tanulóval. Az 1924–25. tanévben az 1924. évi XI. tc. értelmében az intézet átalakult reálgimnáziummá.
Az első otthon a Mária Terézia tér 8. sz. alatt lévő Pedagógiai Szeminárium volt, mivel a Székesfővárostól átengedett VIII., Baross utca 62. sz. alatt lévő, megszűnt elemi iskolában még menekültek laktak. Ebbe az épületbe az 1925–26. tanév elején költözött a gimnázium.
1931. november 18-án a szomszédos dohányraktár (VIII., Baross u. 58–60. sz.) és a Rigó u. 3. sz. alatti épület is a bencések birtokába ment át. A nagy Baross utcai telken sportpályákat (teniszpályákat is) hoztak létre. A Rigó u. 3. sz. alatt működött a rendház, valamint egy középiskolai és egy főiskolai félinternátus. Az elképzelések szerint a Baross utcai telken épült volna fel egy modern intézet, amelyben középiskolai és főiskolai kollégium is működött volna. A szükséges pénzt csak 1939-re sikerült összegyűjteni. A háborús események miatt az építkezéshez nem láttak hozzá.
A gimnáziumban magas színvonalú, sokrétű munka folyt, amelyet a tanulók eredményei is bizonyítottak. A tanárok a Szent Benedek-rend neves személyiségei voltak. Néhány tantárgyat világi tanárok tanítottak. Az énekkart Forrai Miklós vezette. Járai Mihály fúvószenekart irányított, emellett kamarazenekar is működött.

### A II. világháború alatt
A háború nehéz éveiben az iskola elnéptelenedett, 1944 őszén már nem is nyitotta ki kapuit. A légitámadások során az épületet több bombatalálat is érte. A végső statisztika: 7 bomba, 36 tüzérségi lövedék és számtalan akna. A harcok 1945. január 13-án értek az iskolához. Kétnapos utcai harc során számtalan tüzérségi lövedék és akna rongálta az épületet, amely a Baross utcai oldalon a pincéig leomlott. A Mária Terézia téri fronton bombasérülés érte a házat. Az udvari szárnynak csak az I. emeletig lerombolt csonkja maradt meg.

### A Szent Benedek Gimnáziumállamosítása
A bencés kat. Szent Benedek Gimnázium fenntartását az 1948: XXXIII. törvénycikk rendelkezése folytán az 1947/48. iskolai év befejezése után az állam vette át. Az intézet az 1948/49. iskolai év elejétől kezdve budapesti VIII. ker. állami Fazekas Mihály Gimnázium elnevezéssel állami gimnáziumként folytatta működését. Az állami gimnázium vezetésével és a teljesen átalakított, 23 tagú tantestület irányításával Kovács Dénest bízták meg.

### Az 1945–1962 közötti évek
A harcok megszűntével a romok eltakarítását a testület tagjai és az iskola alkalmazottai kezdték meg. A fel nem robbant lövedékeket, bombákat saját készítésű szánkón vontatták le a Duna partjára. Az épületből 400 köbméter törmeléket hordtak ki az udvarra. Munkájuk eredményeként két földszinti teremben 1945. február 8-án megkezdődött az alsósok és az óvodások foglalkoztatása. A főváros még ebben az évben a termek nagy részét helyreállította. 1946 telén azonban a vízvezeték szétfagyott, így az épület rendeltetésszerű használata csak a következő tanévben indulhatott meg. 1948 nyarán sikerült a háború valamennyi nyomát eltávolítani.
Az iskola tanulóinak száma jelentősen megnövekedett az 1948/49-es tanévre. Pedagógusait az igazolóbizottság kivétel nélkül alkalmasnak találta a gyakorlóiskolai munkára, így a személyi feltételek biztosítottak voltak. Ennek eredményeként a továbbképzés is hamarosan megkezdődhetett. 1949-ben a Mária Terézia tér új nevet kapott, ettől kezdve az iskola neve Horváth Mihály téri Gyakorló Általános Iskola.
Az 1956-os forradalom jelentős szerepet játszott az iskola életében. Az épületben egy szovjet tüzérségi akna becsapódása komoly pusztítást okozott. Csak négy osztály maradt teljes épségben, de az első időkben azok sem voltak megközelíthetőek a lépcső leszakadása miatt. A Horváth Mihály téri épületrész két és fél terem hosszúságban a IV. emelettől a földszintig leomlott. A harcok befejeződése után Cseh Ferenc igazgatóhelyettes irányításával megkezdték a helyreállítást. A tanítás csak 1957. január 7-én kezdődhetett meg, de a teljes munka beindulásával február 25-éig kellett várni.
1957 szeptemberétől a Szeminárium történetének második legsikeresebb, legtöbb eredményt felmutató korszaka kezdődött. A forradalom szétzilálta az 1950-es évek központilag előírt továbbképzési rendjét, így ismét a fővárosi sajátosságok juthattak érvényre. Újra indították a kezdő nevelők tanfolyamát, az Apáczai Csere János Szabadegyetem tudományos előadásaival a harmincas évek sikeres sorozataihoz hasonlók tértek vissza. A felsőoktatási jelleg tovább erősödött, külön engedéllyel szaktanárképző tanfolyamok is indultak.
Ennek a lendületes, eredményekben gazdag időszaknak vetett véget az a kormányrendelet, amely az 1961/62-es tanév végén, fennállásának 50. esztendejében az intézetet feloszlatta. A rendelet kimondta, hogy felsőoktatási intézményt csak országos főhatóságok tarthatnak fenn. Mivel az intézet fővárosi fenntartású intézmény volt, ezért helyiségeit a felsőoktatásnak, közelebbről az Eötvös Loránd Tudományegyetemnek kellett átadnia. Ezt a Fővárosi Tanács úgy oldotta meg, hogy a Horváth Mihály téri intézeti helyiségek helyett átadta a Fazekas Mihály Gimnázium Baross utcai épületét, és a gimnáziumot költöztette a megszűnt intézet helyére.[forrás?]

#### VIII. ker. Állami Fazekas Mihály Gimnázium
Az ötvenes években a Fazekas Mihály Gimnázium folyamatos, állandó átszervezéseket élt át. Először koedukált osztályokat hoztak létre, majd azokat visszabontották fiú- és leányosztályokra. Ez történt például az 1953-ban indult egyik osztállyal is, amelyet a második évben a tanév folyamán (!) bontottak szét. Egy ideig fiúkat nem iskoláztak be a Fazekas Gimnáziumba, az leánygimnáziummá alakult. A tantestület nagyobb része nő volt. Az iskolát 1950-től 1953-ig Horváth Gyula igazgatta, az 1953/54. tanévben dr. Szentirmay János lett az igazgató. 1954-től 1960-ig megint Kovács Dénes kapott megbízást az iskola vezetésére. 1958-tól kezdve újra indultak fiúosztályok. 1960-tól 1962-ig Radó János volt az igazgató. A Baross u. 58–60. szám alatti sportudvart elvették a Fazekastól oda lakóházat építettek. Ez a Fazekas Mihály Gimnázium sportéletét jelentős mértékben visszafejlesztette.
A Horváth Mihály téren működő intézettel és az iskolával egyre szorosabb kapcsolat alakult ki. A pedagógusok kölcsönösen látogatták a másik intézmény értekezleteit, az új oktatási elképzelésekkel kapcsolatosan információkat cseréltek. Így lett a Fazekas Mihály Gimnázium 1960-ban gyakorló gimnázium, majd az összeköltözés után létrejött a 12 évfolyamos közös igazgatású Fazekas Mihály Fővárosi Gyakorló Általános Iskola és Gimnázium.
Radó Jánost 1963-ban Mezei Gyula váltotta fel. A működtetésre olyan megoldást vezetett be, amely a megszűnt intézet feladatait is el tudta látni. Néhány megmaradó területet az iskola látott el, az intézeti feladatok jelentős része azonban decentralizálódott. A kerületek hatáskörébe került a szakfelügyelet és a továbbképzés egy része is. Az iskola gimnáziumi tagozatát Genzwein Ferenc, az általános iskolát Cseh Ferenc, az esti és levelező tagozatot Kovács Géza, a napközit Gál Mihály az óvodát Lázi Imréné igazgatta tagozatvezetőként, de lényegében vezetői hatáskörrel.

### Speciális matematika tagozatos osztályok (1962-től)
Az iskola hírnevét az 1962-ben induló matematika tagozat alapozta meg. Rábai Imre gyűjtötte össze azokat a tehetséges diákokat, akik gimnáziumi tanulmányaik során világhírnevet szereztek az iskolának. 1966-ban a nyolctagú magyar diákolimpiai csapat a Fazekas matematika tagozatú osztályából került ki. Hárman kaptak aranyérmet: Lovász László, Pósa Lajos és Pelikán József. Lovász László már egyetemista korában kandidátus lett a Yale Egyetem matematikaprofesszoraként, 1999-ben Wolf-díjat (a matematika Nobel-díjának tekintik) kapott, 2001-ben itthon a Corvin-láncot vehette át.
A matematika mellett a hetvenes évek elejére történelemből, biológiából, kémiából, idegen nyelvekből is egyre szaporodtak a kimagasló eredmények. A fizika is a „sikertantárgyak” közé került. Azóta nincs sem matematika, sem fizika diákolimpia Fazekas-diák nélkül. (Az 1980-as évektől kezdve valamennyi tantárgy, közöttük a magyar nyelv és irodalom is egyre több eredményt könyvelhetett el.) Ezekben az években volt az iskola legendás énektanára és karvezetője Lukin László.
A versenyeredmények alapján a Fazekast az ország legeredményesebb iskolájának tartották. Ezt a helyét a később előtérbe került más szempontok (a felsőoktatásba felvettek részaránya, nemzetközi és hazai teljesítmények pontrendszerei) alapján is megtartotta. A Fazekas tanárai között számos kimagasló felkészültségű szakember volt, akik a tehetséges gyerekeket a nekik való színvonalon tanították.[forrás?]
A Ház, ahogyan az iskola és az intézet együttesét nevezték, 1972-ben nyerte el végleges működési struktúráját, és kialakult a vezetés rendszere is. Kaján László 1966-ban lett Mezei Gyula után igazgató. Tevékenysége nem az iskolai, hanem az intézeti munka újjászervezésére irányult. Nyilvánvalóvá vált ugyanis, hogy a főváros nem maradhat közoktatás-irányítás nélkül. 1972-ben a Fővárosi Pedagógiai Intézet Kaján László vezetésével kezdte meg újra teljes körű működését.
Genzwein Ferencet 1964-ben Mezei Gyula hívta meg gimnáziumi tagozatvezető igazgatóhelyettesnek, 1968-ban lett a Fazekas Mihály Fővárosi Gyakorló Általános Iskola és Gimnázium igazgatója.
Székely Róbertné 1965-ben került Fazekasba biológia vezetőtanárként. 1971-ben igazgatóhelyettes lett. 1974-ben, Genzwein Ferenc távozása után csaknem egy évig az Iskola megbízott igazgatója volt.
1975-től 1995-ig dr. Tóth Jánosné Montvai Éva vezette a Fazekast. Igazgatói tevékenységére a 2004-ben készült filmfelvételen így emlékezik vissza: „Amikor ide jöttem 1975-ben, már az első helyen volt a Fazekas. Az én szerepem az volt, hogy ezt az első helyet megtartsam. Tehát nem az első helyre kellett törekedni, mert az iskola már az első helyen volt”. Ezt az eredményességet sikerült 20 éven keresztül fenntartani. Az iskola tanárait az intézet vezető felügyelőinek, majd vezető szaktanácsadóinak egyetértésével választották ki. Ez volt a szakmai minőség egyik garanciája.

### Az épület felújítása az ezredfordulón
A rendszerváltás felé közeledve az elavult, öreg épület egyre kevésbé tudta kielégíteni a képzés és a továbbképzés által támasztott igényeket. 1993 novemberére készült el felújításának programterve, amelyet a Gergely Zsolt és Stattler Anna Építész Iroda készített el több variációjú megvalósítási javaslattal. Az építészeti terveket Gergely Zsolt, Laczkovics László és Potzner Ferenc építészek, a gépészeti tervet Medek Gábor gépész, az elektromos ellátás tervét Medek Béla mérnök készítette.
Több önkormányzati határozat, különféle elhelyezési és felújítási tervek, majd azok megvalósulása következtében 1995-ben a Városligeti fasorba költözött a Fővárosi Gyakorló Óvoda, a Vas utcába a Fővárosi Pedagógiai Intézet. 1997-ben megkezdődött a Horváth Mihály téri épület felújítása, majd 1998-ban a Baross utcai foghíj régóta tervezett beépítése is megvalósult. Az épület felújítási és bővítési munkálatait az alsó tagozat az Üllői út 76. sz. alatti épületben, a felső tagozat és a gimnázium a Mosonyi u. 6. sz. alatt vészelte át. A felújítás során az iskola igazgatója az 1995-ben megválasztott dr. Sáska Géza volt. 2000-ben a nevelőtestület Hámori Veronikát választotta igazgatónak.

### Átnevezése
2012-ben átnevezték Fazekas Mihály Fővárosi Gyakorló Általános Iskola és Gimnáziumról Budapesti Fazekas Mihály Általános Iskola és Gimnáziumra. 2014-ben az iskola visszakapta a gyakorló jelzőt, azóta az intézmény neve Budapesti Fazekas Mihály Gyakorló Általános Iskola és Gimnázium.

## Oktatás

### Tagozatok, évfolyamok

#### Általános iskola
- 1–8. évfolyam

#### Gimnázium

##### Négyévfolyamos gimnáziumi osztályok
- 9–12. évfolyam
  - Társadalomtudományos tantervű (9. a)
  - Természettudományos tantervű (9. b)

##### Hatévfolyamos gimnáziumi osztályok
- 7–12. évfolyam
  - Speciális matematika osztály (7. c)
  - Általános tantervű osztály (7. d)

Az intézménybe felvehető maximális gyermek-, tanulólétszám (1–12. évfolyam): 1128 fő

### A felvételi rendje
A gimnáziumi osztályokba azok indulásakor (a hatodik évfolyam után a 7. c-be és a 7. d-be, a nyolcadik után a 9. a-ba és a 9. b-be) a rendes felvételi eljárás keretében szerveznek felvételi vizsgát. Különböző átvételi lehetőségek is vannak, de nem minden osztályba.

## Eredmények, statisztikák
- A Fazekas évek óta első a továbbtanulási arányok szerint (95-100%).[forrás?]
- A matematika és fizika diákolimpiákon az utóbbi évtizedekben minden évben több fazekasos tanuló is eredményesen képviseltette magát, a kémia, informatika, filozófia, földrajz diákolimpiákon is többször szerepeltek az iskola diákjai.[forrás?]
- A 2006-os érettségin a legtöbb végzős tanuló kitűnő eredményt ért el.
- Az OKTV-n az iskola diákjai szerezték meg a legtöbb tantárgyból az első helyet a középiskolák közötti összehasonlításban a versenyek kezdete óta.[4]
- Az ún. Oxbridge-listán (amelyet a The Telegraph című brit napilap állít össze az egész világról az oxfordi és cambridge-i egyetemek számára a legtöbb diákot adó középiskolákról) 2021-ben az iskola a 6. helyet szerezte meg (2019-2021 közötti eredmények figyelembe vételével). A 2021/22-es adatok alapján készült 2022-es rangsorban az iskola ismét szerepel, ezúttal a 17. helyen.

| 2013 | 2014 | 2015 | 2016 | 2017 | 2018 | 2019 | 2020 | 2021 | 2022 | 2023 | 2024 |
| ---- | ---- | ---- | ---- | ---- | ---- | ---- | ---- | ---- | ---- | ---- | ---- |
| 1.   | 1.   | 1.   | 1.   | 1.   | 1.   | 4.   | 1.   | 3.   | 1.   | 2.   | 1.   |

## Neves tanárok
Zárójelben az időszak, amit az intézményben tanítottak végig.
- Dobos Sándor
- Garamvölgyi Béla[7]
- Gyapay Gábor (1970–1989)
- Haász István
- Hegyi Dolores (1957–1958)
- Illés Éva
- Keglevich Kristóf[8]
- Kopek Rita (1979–1980)
- Kőváry Károly (1963–1991)
- Lantos Rezsőné
- Lukin László (1950–1982)
- Lukin Lászlóné
- Petz György
- Pogáts Ferenc (1996–2011)
- Rábai Imre (1958-1966)
- Repárszky Ildikó[9]
- Solti Edit
- Surányi László
- Szabó Magda (1953–1958)
- Szoldatics József[10]
- Thiry Imréné
- Turcsányi Márta
- Ungár István
- Wiedemann László dr.[11]

Lásd még: A budapesti Fazekas tanárai

## Az iskola híres diákjai
- Akar László – közgazdász; a GKI Gazdaságkutató vezérigazgatója; 1994–1998 között a Pénzügyminisztérium államtitkára.
- Almássy Zsuzsa – világbajnoki bronzérmes (1969), Európa-bajnoki ezüstérmes (1971), olimpiákon két alkalommal pontszerző, hétszeres magyar bajnok műkorcsolyázó, edző.
- Aradszky László – zenész, a hazai hanglemezgyártás első aranylemezes énekese.
- Babai László – matematikus, a Combinatorica és a Theory of Computing folyóiratok alapító főszerkesztője.
- Bali János – Liszt Ferenc-díjas zeneszerző, karmester.
- Baranyai Zsolt – matematikus, a róla elnevezett Baranyai-tétel megalkotója.
- Berkes István – matematikus, az MTA Rényi Alfréd Matematikai Kutató Intézet tudományos tanácsadója.
- Csáki György – közgazdász; 2002–2010 között a Magyar Posta igazgatósági elnöke.
- Cserny Réka – 53-szoros válogatott, a Sopron csapatával bajnoki címig jutó kosárlabdázó. Ő az első magyar, aki regisztrálta magát a Facebookra (1586.-ként, harvardi tanulmányai idején.)
- Csörnyei Marianna – matematikus, a Chicagói Egyetem professzora.
- Deák László (1946-2009) – költő, 1982–1990 között a Magvető Könyvkiadó irodalmi szerkesztője.
- Draskovics Tibor – politikus, 2002–2009 között négy alkalommal töltött be miniszteri posztot.
- Farkas Ádám – közgazdász, a PSZÁF elnöke 2009–2010-ben; az Európai Bankfelügyeleti Hatóság (EBA) főigazgatója 2011 óta.
- Gaskó Balázs – szerkesztő, műsorvezető (MTV – Kölyökidő, Válaszd a tudást!, Tiszta kvíz, Ön is tudja).
- Grandpierre Attila – fizikus-csillagász, énekes (Vágtázó Halottkémek).
- Győri Szabó József – magyar nóta- és népdalénekes
- Hajdú B. István – Szepesi György-díjas (2016) sportújságíró, sportriporter, televíziós kommentátor.
- Hajdufy Miklós – televíziós rendező, forgatókönyvíró, többek között az ő nevéhez fűzódik az Illatszertár 1987-es televíziós feldolgozása.
- Hámori Ildikó – színésznő, a Halhatatlanok Társulatának tagja; a Pesti Magyar Színház tagja. Legutóbbi, Pilátus c. filmjéért (2019) Milánóban és Portóban elnyerte a legjobb színésznőnek járó díjat.
- Harcsa Veronika – énekes, jazz és alternatív műfajokban díjnyertes lemezeket vesz fel együttesével.
- Karátson Dávid – földrajztudós, a Földrajz-Földtudományi Intézet igazgatója (2016-2019).
- Karinthy Márton – színigazgató, színházrendező, író, a Karinthy Színház (és ennek elődje, a Hököm Színpad) alapító igazgatója.
- Kibédi Ervin – Jászai Mari-díjas magyar színművész, komikus, érdemes művész, Hacsek megformálója.
- Kiefer Ferenc – az intézményben érettségizett a Nyelvtudományi Intézet korábbi igazgatója, az MTA rendes tagja, a Széchenyi-díj és az Akadémiai Aranyérem kitüntetettje, az ELTE professor emeritusa, a londoni Európai Akadémia, az Osztrák Tudományos Akadémia, a párizsi Európai Tudományos és Művészeti Akadémia tagja, az Amerikai Nyelvtudományi Társaság és a Brit Filológiai Társaság tiszteletbeli tagja, a stockholmi, a párizsi és a szegedi egyetem díszdoktora, nyelvésznemzedékek tanára és ösztönző támogatója.
- Király Júlia – közgazdász, a Magyar Nemzeti Bank alelnöke (2007–2013); több hazai pénzintézet vezetőségének, a PSZÁF elnöki tanácsadó testületének volt tagja.
- Komjáth Péter – egyetemi tanár, a Magyar Tudományos Akadémia rendes tagja.
- Komor Tamás – az Allianz Hungária Biztosító Rt. ügyvezetője (2006-os nyugdíjba vonulásáig).
- Kovács Ákos – énekes, zeneszerző (Bonanza Banzai).
- Kovács P. József – életmű-díjas televíziós bemondó, műsorvezető, előadóművész.
- Kováts Kriszta – Jászai Mari-díjas magyar színésznő, énekesnő, rendező.
- Kútvölgyi Erzsébet – Kossuth- és Jászai Mari-díjas magyar színművésznő, érdemes művész, a Halhatatlanok Társulatának örökös tagja.
- Laczkovich Miklós – matematikus, nevéhez fűződik Alfred Tarski sejtésének, a kör új négyszögesítési problémájának megoldása (Laczkovich-tétel).
- Lipovecz Iván – újságíró, 1988–2005 között a HVG főszerkesztője.
- Lovász László – Wolff-díjas (1999), Abel-díjas (2021) matematikus. 2014 és 2020 között a Magyar Tudományos Akadémia elnöke.
- Magyar Bálint – politikus, művelődési és közoktatási miniszter (1996-1998); az SZDSZ alapító tagja.
- Major Péter – matematikus, egyetemi tanár, a Magyar Tudományos Akadémia rendes tagja.
- Mispál Attila – Balázs Béla-díjas film- és színházi rendező, forgatókönyvíró, dramaturg.
- Novák Valentin – kortárs magyar költő és író.
- Pálfy Péter Pál – matematikus, az MTA Rényi Alfréd Matematikai Kutatóintézet, valamint az ELTE Természettudományi Kar algebra és számelmélet tanszéke munkatársa.
- Pelikán József – matematikus, az ELTE Algebra és Számelmélet Tanszékének nyugalmazott adjunktusa.
- Pintz János – Cole- és Széchenyi-díjas magyar matematikus, a Magyar Tudományos Akadémia rendes tagja.
- Polónyi János – fizikus, az MIT-n, majd 1992 óta a strasbourgi egyetemen tanít.
- Pósa Lajos – Széchenyi-díjas matematikus, matematika- és egyetemi tanár.
- Prokopp Dóra – televíziós szerkesztő, általános orvos, 2000–2007 között a Filmmúzeum Rt. vezérigazgatója.
- Rainer M. János – történész. Szakterülete a második világháború utáni magyar történelem. Elsőként írt monográfiát Nagy Imréről.
- Rosivall László – orvos. A Magyar Tudományos Akadémia doktora; a Semmelweis Egyetem Általános Orvostudományi Kar Kórélettani Intézetének igazgatója.
- Rózsa Dávid – könyvtáros, bibliográfus, statisztikatörténész, 2018 és 2020 között a Központi Statisztikai Hivatal Könyvtár főigazgatója, 2020-tól az Országos Széchényi Könyvtár főigazgatója és a Magyar Statisztikai Társaság elnöke.
- Ruzsa Ferenc – indológus, filozófus, egyetemi tanár.
- Ruzsa Z. Imre – matematikus, a Magyar Tudományos Akadémia rendes tagja.
- Seress Ákos – matematikus, a Columbus Ohio State University egyetemi tanára.
- Surányi László – tanár, az Inspirational Teacher Award tulajdonosa (2013).
- Szegedy Krisztián – matematikus, a Google MI-kutatója
- Szegedy Márió – magyar származású amerikai matematikus, a Rutgers Egyetem professzora, kétszeres Gödel-díjas.
- Szenes Andrea – az MTV műsorokért felelős alelnöke 1999–2003 között.
- Székelyi Mária – szociológus, az ELTE Társadalomtudományi Karának dékánhelyettese.
- Szilágyi Áron – háromszoros világbajnok kardvívó (2007, 2023 – csapat, 2022 – egyéni); a 2012-es londoni, a 2016-os riói és a 2020-as tokiói olimpia egyéni aranyérmese; háromszoros Európa-bajnok (2015 – egyéni, 2018 és 2022 – csapat)
- Szűcs András – magyar matematikus, egyetemi tanár, a Magyar Tudományos Akadémia rendes tagja.
- Szvák Gyula – történész, az ELTE Bölcsészettudományi Kar Russzisztikai Központjának alapítója, tanszékvezető.
- Tarján Györgyi – színésznő (Magyar rapszódia, Allegro barbaro).
- Thürmer Gyula – politikus, a Munkáspárt elnöke.
- Várkonyi Péter – a Gömböc egyik feltalálója, építészmérnök, szerkezetek szimmetriájával, biomechanikával és az evolúció modellezésével foglalkozik.
- Vesztergombi Katalin – matematikus, kandidátus; szakterülete: kombinatorika és gráfelmélet.
- Waszlavik László – rockzenész (A. E. Bizottság).
- Zdeborsky György – a Magyar Fejlesztési Bank Rt. igazgatóságának elnöke (2002-2010).

Lásd még: A budapesti Fazekas diákjai